# 中华水锦树
中华水锦树（学名：Wendlandia uvariifolia sp. chinensis）为茜草科水锦树属下的一个亚种。